# Georg Johann Abraham Berwald
Georg Johann Abraham Berwald, född 26 eller 29 juni 1758 i Schleswig, död 27 januari 1825 i S:t Petersburg, var en tysk fagottist och violinist.
Berwald tillhörde den tyska musiksläkten Berwald och var son till Johann Friedrich Berwald. Han var medlem av Kungliga hovkapellet i Stockholm från 1782 till 1800, först som fagottist, senare som violinist. 1798 gjorde han en konsertturné till S:t Petersburg, Moskva, Tyskland och Österrike med sin son Johan Fredrik Berwald. Tre år senare återvände han och slog sig ner i S:t Petersburg där han förblev aktiv som musiker och dirigent till sin död. Han ansågs vara en av sin tids mest framstående fagottister.
Berwald var också notkopist i Hovkapellet och 1788–1790 drev han även ett lånebibliotek kombinerat med kopiering och försäljning av tryckta noter.